# Θ-Defensyny
θ-Defensyny (minidefensyny) – białka kationowe zaliczane do peptydów antydrobnoustrojowych, wyizolowane z granulocytów obojętnochłonnych małp Rhesus (Macaca mulatta) (w ponad 90% o różnokształtnych jądrach – PMN) przy pomocy chromatografii cieczowej (HPLC). Należą do niej: rTD-1, -2 i -3 (rhesus theta defensin). θ-Defensyny zbudowane z 18 aminokwasów mają kolistą strukturę cząsteczkową, zawierają sześć reszt cystein i trzy mostki dwusiarczkowe. rTD-1 wykazują największe działanie antybakteryjne z wszystkich wyizolowanych defensyn.
Wykorzystując ludzki pseudogen szpikowy zsyntetyzowano retrocyklinę – minidefensynę znacząco hamującą tworzenie prowirusowego DNA HIV oraz wykazującą działanie antydrobnoustrojowe.